# 楊志徳
楊志徳（よう しとく、ヤン・ジィドゥ、楊志德、1956年（民国45年）10月27日 - ）は、台湾の囲碁棋士。台北市出身、中国囲棋会、台湾棋院所属、六段。中環杯囲棋オープン戦優勝など。

## 経歴
1984年、全国アマチュア十傑戦で3位。1985年、中国囲棋会九品（初段）。1986年八品。1987年七品。1993年、第1期永代杯戦優勝。1994年、名人戦2位。2000年、台湾棋院四段。2001年、中環杯優勝。2005年五段。2017年六段。
2008年に台湾棋院の新しい棋士処遇制度に同意せず、周俊勲らとともに5年間の出場停止処分を受けるが、翌年復帰した。

### タイトル歴
- 永大杯囲棋戦 1993年
- 中環杯囲棋オープン戦 2001年

### 他の棋歴
- 名人戦 2位 1994年
- 富聚杯 準優勝 2001年
- 中環杯囲棋オープン戦 準優勝 2002年